# Chatral Rinpoche
Chatral Sangye Dorje Rinpoche, (18 de Junho 1913 – 31 de Dezembro 2015)  também chamado de Sangye Dorje, foi um renomado mestre Dzogchen com mais de 100 anos de idade. Ele foi um yogi asceta conhecido por sua grande realização e estrita disciplina. Rinpoche foi um dos poucos discípulos vivos do insuperável mestre Khenpo Ngakchung e é amplamente aclamado como um dos mais realizados yogis dos ensinamentos Dzogchen.
Khenpo Ngakchgung realizou que Chatral Rinpoche era muito especial e o reconheceu como um de seus discípulos mais próximos afirmando que "a mente dele e a minha não são diferentes". Ele o abençoou com o nome "Chatral Sangye Dorje", que significa " Buda Indestrutível que abandonou todas as atividades mundanas".
A primeira vez que a perfeição de Chatral Rinpoche foi revelada aos outros foi numa grande cerimônia consumada no Monastério Kathok, assistida por vários eminentes lamas sentados em pomposos tronos. Chatral Rinpoche estava sentado nos fundos do monastério, numa simples almofada de meditação ao lado de centenas de monges. Durante a cerimônia, Khenpo Ngakchung afirmou:
Entre todos vocês que estão aqui hoje, há menos de dez pessoas que possuem um décimo de minha realização. Há menos de cinco que possuem metade de minha realização. Finalmente, há apenas uma única pessoa aqui cuja realização não é diferente da minha e ele é Chatral Sangye Dorje. Ele agora pode me representar, transmitir os ensinamentos e seus méritos são equivalentes aos meus. 
A declaração causou grande agitação no templo. Após a cerimônia, pessoas vieram parabenizar Chatral Rinpoche. Imediatamente começaram as preparações para honrá-lo por seu novo status. Todavia, Rinpoche não se sentiu à vontade com tanto elogio e atenção e, no meio da noite, resolveu furtivamente deixar o templo com sua tenda para praticar sozinho em local ermo. No dia seguinte, encontraram o seu quarto vazio, sem qualquer indicação de onde teria ido. Mais uma vez, viveu de acordo com o significado de seu próprio nome, que significa "eremita".
Além de seu relacionamento com Khenpo Ngakchung, Chatral Rinpoche também estudou com alguns dos mais gabaritados mestres, incluindo Dudjom Rinpoche, Jamyang Khyentse Chökyi Lodrö e a famosa dakini Sera Khandro.
Rinpoche é um dos detentores do Longchen Nyingthig, a linhagem que descende de Jigme Lingpa para Jigme Gyalwe Nyugu e daí para Patrul Rinpoche.
Rinpoche concentra suas atividades entre Salbhari, Índia e Kathmandu, Nepal. Ele tem duas filhas, Tara Devi e Saraswati com sua esposa Kamala.

## Ensinamentos
Não obstante sua proeminência, Chatral Rinpoche dispensou envolvimento institucional e político por toda a sua vida, escolhendo, ao invés disso, uma vida solitária como um iogue errante. Até hoje, apesar de sua avançada idade, ele se preocupa em manter uma estrita disciplina no contexto da visão Dzogchen. Ele é especialmente conhecido por advogar o vegetarianismo e por sua prática anual de resgate e salvamento de milhares de peixes na Índia. Rinpoche enfatiza a prática de salvamento de vidas como um poderoso meio de acumulação de méritos e remoção de obstáculos à longevidade, saúde e prosperidade dos seres. Vejamos um trecho de seu ensinamento:
Faça todo o esforço para não matar qualquer ser vivo: pássaros, peixes, gazelas, vacas e até mesmo pequenos insetos. Ao invés disto, ocupe-se de salvar a vida deles oferecendo proteção em face de todos os perigos. O benefício desta ação está além da imaginação. Esta é a melhor prática para a sua própria longevidade. E o mais grandioso ritual para os vivos ou mortos. É a minha principal prática para beneficiar os outros. Ela dissipa todos os obstáculos e adversidades externos e internos.Sem esforço e espontaneamente, traz condições favoráveis.
E, quando inspirada pela nobre mente de bodhichitta e selada com preces puras de dedicação e aspiração irá levá-lo à completa iluminação e à realização do seu bem-estar e o dos outros. Disto você não precisa ter qualquer dúvida!
Além de enfatizar a união da visão e conduta, Rinpoche também acentua a prática do retiro. Ele fundou vários centros de retiro por todo o Himalaia, incluindo locais como Pharping, Yolmo e Darjeeling.

## Principais professores
- Khenpo Ngakchung (também conhecido como Khenpo Ngaga, Khenpo Ngawang Palzang)
- Dudjom Jigdral Yeshe Dorje
- Jamyang Khyentse Chökyi Lodrö (prévio renascimento de Dzongsar Khyentse Rinpoche)
- Sera Khandro[5]

## Principais linhagens
Embora sua principal linhagem seja o Longchen Nyingthig, Chatral Rinpoche é também associado a linhagem do Dudjom Tersar. Ele foi entronizado como o regente-vajra de Sua Santidade Dudjom Rinpoche e no momento presente está passando esta linhagem para o tulku de Dudjom Rinpoche, que vive primariamente no Tibete central. É detentor também da linhagem da dakini Sera Khandro.
- Longchen Nyingthig
- Sera Khandro Terma
- Dudjom Tersar.

## Textos Online
- Chatral Rinpoche Series by Lotsawa House